# Campeonato de España de Turismos
El Campeonato de España de Turismos es un campeonato de automovilismo organizado por Vline desde 2024 tras dejar de aplicar la nomenclatura de Campeonato de España de Resistencia a sus carreras de menos de dos horas de duración.
Entre 1967-1997 y 2019-2022 estuvo organizado por la Real Federación Española de Automovilismo. La competencia original empezó en el año 1967 dentro del Campeonato de España de Conductores de Velocidad y en 1991 cambió a la denominación actual. 

## Historia

### Inicios
Desde las primeras pruebas automovilísticas en España, cada carrera preparada para disputarse en un circuito (casi siempre urbano), solía ser organizada por un club regional o local de automovilismo o incluso de motociclismo. Fue en 1967 y en parte gracias a la puesta en marcha del Circuito del Jarama cuando la FEA, por entonces un despacho dentro del Real Automóvil Club de España, creó el primer Campeonato de España de Velocidad, tras separar las pruebas de circuitos y montaña, de las de rallyes, que hasta entonces puntuaban juntas dentro del Campeonato de España de Automovilismo. En 1968 y a partir del 1971 se le llamó Campeonato de España de Conductores de Velocidad en Circuito al crearse el Campeonato de España de Montaña. En el 67, 69 y 70 habían sido puntuables algunas pruebas de subidas de montaña debido a la existencia de pocos circuitos con la planificación suficiente para formar parte del campeonato. Sólo un circuito urbano presente en la primera temporada lograría perdurar en el tiempo en este campeonato: el mítico Circuito Guadalope de Alcañiz. En ese primer año, se disputaban generalmente dos mangas: una para vehículos de mucha cilindrada, con pocos participantes, y otra con vehículos de poca cilindrada, donde en algunas rondas se tuvo que añadir una tercera manga para dar cabida a todos los inscritos. El sistema de puntuación consistía en un complejo sistema de coeficientes, donde según la importancia que quería darle la FEA a esa ronda, otorgaba más o menos puntos para el campeonato.
Esas primeras temporadas se caracterizaron por carreras donde los pilotos con coches inferiores (la gran mayoría de ellos) no podían optar a victorias ni a grandes resultados en el campeonato, sin embargo la posibilidad de competir con casi cualquier coche, el ofrecer una alternativa a correr en rallyes y el auge del motor que fue provocando la Copa Nacional Renault y la Fórmula 1430 en sus primeros años, provocó que no pararan de llegar pilotos durante este primer periodo.

### Nuevos trofeos
El año 1974 fue el último año de la parte de GTs debido al su escaso número de participantes y a la poca renovación del mismo. Se decide incorporar por primera vez los trofeos de Fabricación Nacional, que irían variando de reglamentación a lo largo de los años, pero que perdurarían más de una década con la intención de aumentar al máximo la variedad de coches inscritos por ronda recompensando con trofeos aquellos coches de baja potencia (menores a 1300 cc.) o aquellos con especificaciones de series (Grupo 1). Pese a que el problema de "desigualdad" seguía a pesar de intentar la introducción de un sistema de lastres para los ganadores, la oferta de los trofeos permitía a sus pilotos conseguir algunos premios para optar a mejores coches en temporadas siguientes, así como también daba la oportunidad a talleres y preparadores de lucirse.
En 1976 se creó la Copa de Marcas, que en 1978 pasaría a ser un campeonato y, con ello, pondría en juego a las principales marcas de venta de automóviles de calle en España, que tendrían que crear equipos oficiales, fichar a pilotos rápidos y dar una muy buena imagen para intentar a través del campeonato aumentar sus ventas. SEAT dominaría los primeros campeonatos debido a ser el coche más común en las parrillas.

### Estancamiento
La segunda parte de los años 80 en el Campeonato de España de Velocidad para Vehículos de Producción (llamado estos años de forma no oficial para simplificar Campeonato de Producción) no fue lo espectacular que podría haber sido. Las victorias de De Bagration y De Villota con coches muy superiores en el 82 y 83, junto con la continua variabilidad en el formato de clasificaciones del campeonato, provocaron la marcha de numerosos pilotos a la recién creada Copa SEAT Fura. Pese a que los pilotos que quedaron en el campeonato seguían siendo de lo mejor a nivel nacional gracias a la presencia de algunos equipos oficiales, se echaron de menos algunas caras conocidas que se marcharon a las nuevas categorías de Fórmulas Nacionales para revivir sensaciones pasadas. Más participantes se marcharon a las Copas Citroën de Circuitos en su creación y el interés de la prensa sobre el máximo certamen nacional fue decayendo durante esta época.

### Años dorados y desaparición

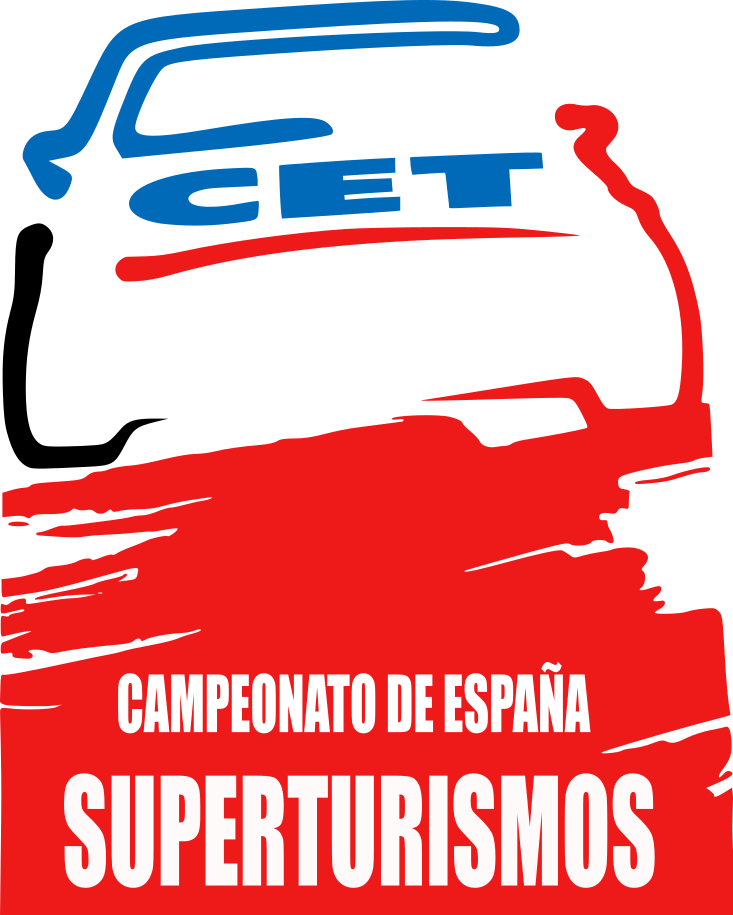
Logo antiguo del CET (94-97)

Los talentos de los ochenta, de golpe se juntaron en los 90. El campeonato sufrió un necesario lavado de cara y estrenó denominación y nuevos circuitos nacionales. En 1991 se estrenaba junto con nuevos inversores relacionados con la empresa Dorna, el Campeonato de España de Turismos. Grandes pilotos, mejores coches y una mejor cobertura televisiva dieron al campeonato la popularidad que necesitaba para triunfar. Estos fueron sin duda los mejores años del CET.
No contentos con ello, en 1994 y coincidiendo con una gran salud de los campeonatos de turismos europeos, se decidió engrandecer con aún más inversión el CET. La cobertura mejoró, los equipos oficiales europeos respondieron, los circuitos se llenaban con los llamados durante este periodo Superturismos y en el 95 pasaron a disputarse dos carreras por ronda (y dos calificatorias) en lugar de una, con una distancia máxima de 50km. Sin embargo esto dejó en segundo plano a los pilotos que contaban con poco presupuesto o con preparadores modestos, por lo que para ellos fue mucho más económico buscarse otros campeonatos nacionales, dejando las parrillas del CET con menos coches.
Tras un amago en el año anterior, en 1997 estalló la burbuja. Dorna había dejado de invertir, con ella la FEA se quedó sin recursos para todos sus campeonatos y para mantener el formato tendría que subir los costes de competición. Con ello, todas las marcas excepto Alfa Romeo decidieron no participar en esta temporada. La primera ronda en Cartagena se canceló por falta de participantes, la segunda se disputó en el Circuit de Cataluña gracias a fusionarse con el Campeonato Catalán de Turismos, y se forzó una tercera ronda no prevista inicialmente en el Circuito Guadalope también acompañada por el campeonato catalán. Tras ella, se cancelaba el campeonato y por lo tanto la etapa de la FEA con el mismo.
En 1998 el RACE mantuvo vivo el Campeonato de España de Turismos Series, creando el suyo propio sin el apoyo de la federación. Sin embargo, tampoco tuvo el éxito esperado y decidieron no darle continuidad para el año 1999.

### Reaparición

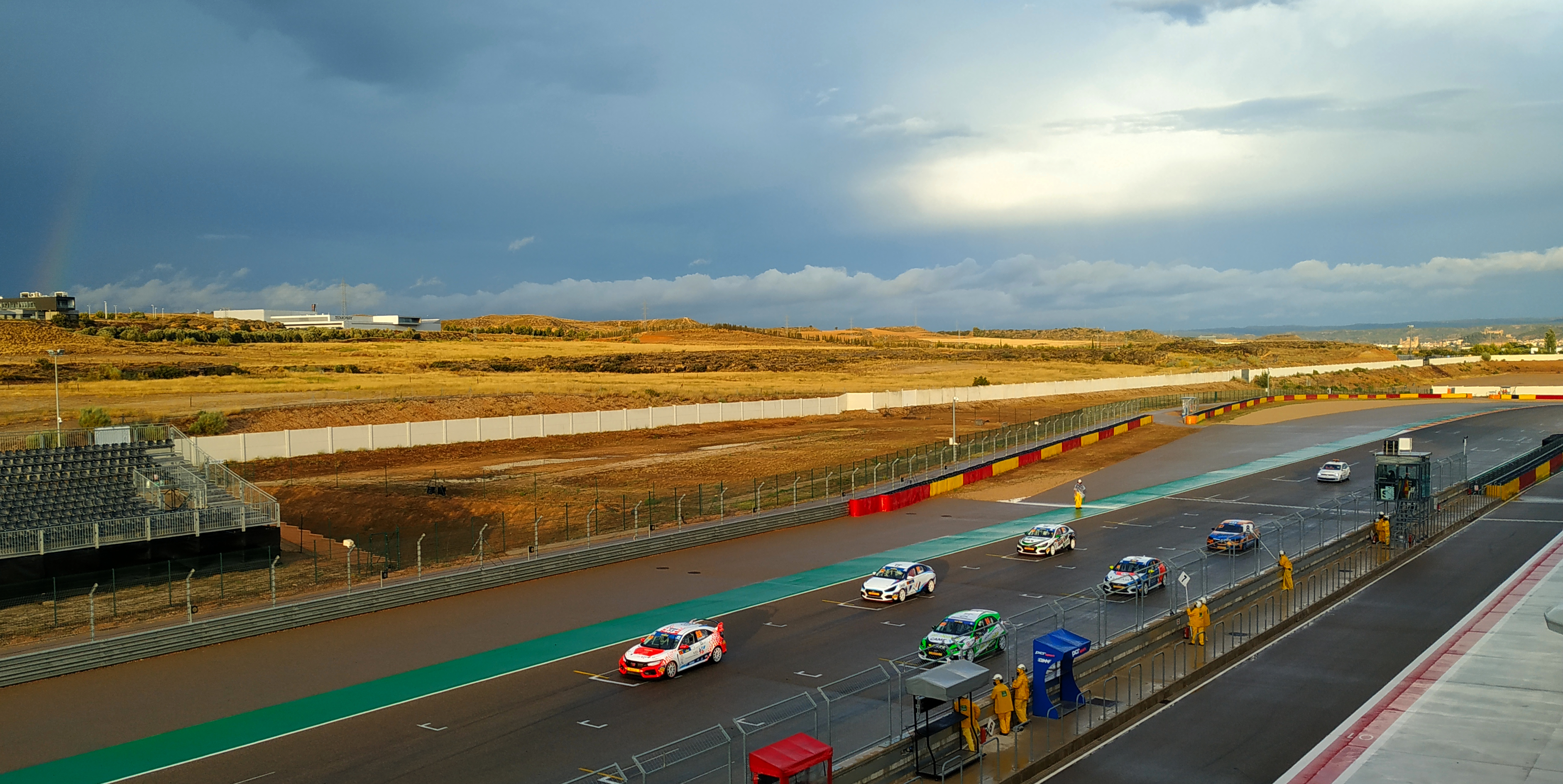
Parrilla del CET-RACE en Motorland (2021)

A principios de 2018 la RFEDA anunciaba su intención de hacer volver el campeonato con el objetivo principal de ofrecer una competición en la que participen vehículos derivados de serie, involucrando también a concesionarios y preparadores privados. Los primeros vehículos analizados para el campeonato y probados por el piloto Javi Villa en el Jarama fueron el Hyundai i30N y el Peugeot 308 GTi. En este periodo, los fines de semana del CET se enmarcan dentro del Racing Weekend, donde competían junto a otros certámentes nacionales como el Campeonato de España de F4, el GT-CER y la Copa Cooper. Debido a que los costes eran relativamente elevados para crear un vehículo específico para este campeonato, las tres temporadas de duración del retorno (con pandemia de por medio) no tuvieron la respuesta esperada en cuanto a variedad de coches, marcas y número de pilotos presentes.  En 2021, se decidió crear un campeonato paralelo siguiendo las normativas TCR, llamado TCR Spain-CEST que logró aportar algunos inscritos más a las parrillas. Sin embargo tras ofrecer una imagen muy pobre en 2022 a pesar de ser el plato principal del Racing Weekend, el campeonato se cancela.
En 2024 tras 16 años sin problemas con el nombre, la RFEDA indica a V-Line que no se use la palabra 'resistencia' para sus carreras de menos de 2 horas de duración, por lo que sólo dos de las carreras organizadas por V-Line en 2024 fueron puntuables para el CER, pasando el resto a formar parte del nombrado como Campeonato de España de Turismos. Dicha temporada mantiene la reglamentación anterior del CER, pero en 2025 se introducen varios cambios, como la reducción de la duración de las carreras y la proclamación de un vencedor absoluto.

## Nomenclaturas
| Años        | Nombre base del campeonato principal                                       | Organizador |
| ----------- | -------------------------------------------------------------------------- | ----------- |
| 1967-1968   | Campeonato de España de Conductores de Velocidad en Circuito               | FEA         |
| 1969-1970   | Campeonato de España de Conductores de Velocidad                           | FEA         |
| 1971-1979   | Campeonato de España de Conductores de Velocidad en Circuito               | FEA         |
| 1980-1989   | Campeonato de España de Velocidad en Circuito para Vehículos de Producción | FEA         |
| 1990        | Campeonato de España de Velocidad en Circuito                              | FEA         |
| 1991-1993   | Campeonato de España de Turismos                                           | FEA         |
| 1994-1997   | Campeonato de España de Superturismos                                      | FEA         |
| 1998        | Campeonato de España de Turismos Series                                    | RACE        |
| 2019-2022   | Campeonato de España de Turismos                                           | RFEDA       |
| 2024-actual | Campeonato de España de Turismos                                           | V-Line      |

## Ganadores[10][11][12]
| Año                                                        | Año  | Campeón                                                                                    | Escudería                                                                                  | Coche                                                                                      | Trofeo/Copa                                                                                | Marca campeona                                                                             |
| ---------------------------------------------------------- | ---- | ------------------------------------------------------------------------------------------ | ------------------------------------------------------------------------------------------ | ------------------------------------------------------------------------------------------ | ------------------------------------------------------------------------------------------ | ------------------------------------------------------------------------------------------ |
| 1967                                                       | GT   | Alex Soler-Roig                                                                            | Escudería RACC                                                                             | Porsche Carrera 6                                                                          |                                                                                            |                                                                                            |
| 1967                                                       | T    | Manuel Juncosa                                                                             | Talleres Juncosa                                                                           | FIAT Abarth 1000                                                                           |                                                                                            |                                                                                            |
| 1968                                                       | 1968 | Ben Heiderich                                                                              | Porsche España                                                                             | Porsche Carrera 6                                                                          |                                                                                            |                                                                                            |
| 1969                                                       | GT   | Alex Soler-Roig (II)                                                                       | Escudería Nacional CS                                                                      | Porsche 908/02                                                                             |                                                                                            |                                                                                            |
| 1969                                                       | T    | Jorge de Bagration                                                                         | Escudería Nacional CS                                                                      | BMW 2002 Ti/Porsche 911                                                                    |                                                                                            |                                                                                            |
| 1970                                                       | GT   | Jorge de Bagration (II)                                                                    | Escudería Nacional CS                                                                      | Porsche 908/02                                                                             |                                                                                            |                                                                                            |
| 1970                                                       | T    | Jorge Bäbler                                                                               | Escudería Montjuich                                                                        | BMW 2002 TI                                                                                |                                                                                            |                                                                                            |
| 1971                                                       | GT   | José Mª. Juncadella                                                                        | Escudería Montjuich Tergal                                                                 | Chevron B19 Ford                                                                           |                                                                                            |                                                                                            |
| 1971                                                       | T    | Alex Soler-Roig (III)                                                                      | Ford MC Deutschland                                                                        | Ford Capri RS 2600                                                                         |                                                                                            |                                                                                            |
| 1972                                                       | GT   | José Mª. Juncadella (II)                                                                   | Red Rose Racing-Montjuich                                                                  | Chevron B21 Ford                                                                           |                                                                                            |                                                                                            |
| 1972                                                       | T    | Alex Soler-Roig (IV)                                                                       | Ford MC Deutschland                                                                        | Ford Capri RS 2600                                                                         |                                                                                            |                                                                                            |
| 1973                                                       | GT   | Jorge de Bagration (III)                                                                   | Escudería Montjuich Tergal                                                                 | Chevron B23 Ford                                                                           |                                                                                            |                                                                                            |
| 1973                                                       | T    | Jorge de Bagration (IV)                                                                    | Escudería España CS                                                                        | Ford Capri RS 2600                                                                         |                                                                                            |                                                                                            |
| 1974                                                       | GT   | Jorge de Bagration (V)                                                                     | Escudería Montjuich Tergal                                                                 | Abarth-Osella PA2                                                                          |                                                                                            |                                                                                            |
| 1974                                                       | T    | Francisco Torredemer                                                                       | Écurie Tibidabo                                                                            | Ford Capri RS 2600                                                                         | F.N.: Duane E. Bellmore F.N.<1300cc: Francisco Juaranz                                     |                                                                                            |
| 1975                                                       | 1975 | Jaime Sanz de Madrid                                                                       | Castrol Ford Team                                                                          | Ford Escort RS 1600 Zakspeed                                                               | F.N.: Eleuterio Serra F.N.<1300cc: Juan I. Canela                                          |                                                                                            |
| 1976                                                       | 1976 | Manuel Juncosa (II)                                                                        | Chrysler - Talleres Juncosa                                                                | Chrysler 180                                                                               | F.N. G2: Eugenio Ortíz F.N. G1: Rafael Ques                                                | G2: Chrysler G1: SEAT                                                                      |
| 1977                                                       | 1977 | Juan Carlos Oñoro                                                                          | Chrysler España - Cibie                                                                    | Chrysler 180                                                                               | F.N.: Santiago Martín Cantero F.N.S.: Rafael Cincunegui                                    | Chrysler                                                                                   |
| 1978                                                       | FN   | Hans "Hansi" Bäbler                                                                        | Talleres Juncosa                                                                           | Seat 124                                                                                   | <1300cc: Arturo de Onís                                                                    | Chrysler                                                                                   |
| 1978                                                       | FNS  | Carlos Jodar                                                                               |                                                                                            | Seat 124-1.800                                                                             | <1300cc: Fermín Sánchez                                                                    | Chrysler                                                                                   |
| 1979                                                       | FN   | Salvador Cañellas                                                                          | Seat España                                                                                | Seat 124                                                                                   | <1300cc: Arturo de Onís                                                                    | SEAT                                                                                       |
| 1979                                                       | FNS  | Luis Miguel Arias                                                                          | SMC                                                                                        | Seat 124-1800                                                                              | <1300cc: Fermín Sánchez                                                                    | SEAT                                                                                       |
| 1980                                                       | PE   | Carlos Martínez-Peñacoba                                                                   | Meycom                                                                                     | Ford Escort RS 1600 Zakspeed                                                               | <1300cc: Narciso Naranjo                                                                   | SEAT                                                                                       |
| 1980                                                       | PNS  | Alfonso Marcos                                                                             | RACC                                                                                       | Seat 124-1800                                                                              | <1300cc: Fermín Sánchez                                                                    | SEAT                                                                                       |
| 1981                                                       | PE   | Santiago Martín-Cantero                                                                    | Taller SMC                                                                                 | Seat 131                                                                                   | ?                                                                                          | SEAT                                                                                       |
| 1981                                                       | PNS  | Jesús Pareja                                                                               | Meycom                                                                                     | Seat 124-1800                                                                              | <1300cc: Eloy González                                                                     | SEAT                                                                                       |
| 1982                                                       | 1982 | Jorge de Bagration (VI)                                                                    | De Bagration CS                                                                            | Lancia Stratos                                                                             | P.N.: Santiago Martín Cantero P.N.S.: Rafael Secades Fem.: Maria José Martín               | SEAT                                                                                       |
| 1983                                                       | P    | Emilio de Villota                                                                          | Ford España? - Cibie                                                                       | Ford Capri RS 3000                                                                         | Abi.: Juan Fernández Fem.: Maria José Martín                                               | ?                                                                                          |
| 1983                                                       | PN   | José Á. Sasiambarrena                                                                      | Ford España                                                                                | Ford Fiesta XR2                                                                            | Abi.: Juan Fernández Fem.: Maria José Martín                                               | ?                                                                                          |
| 1984                                                       | 1984 | Francisco Romero                                                                           | RAS Sport                                                                                  | Volkswagen Golf GTi                                                                        | A1: Juan Carlos Arevalillo A2: Santiago M. Cantero                                         | Ford                                                                                       |
| 1985                                                       | 1985 | Luis Miguel Arias                                                                          | RAS Sport?                                                                                 | Volkswagen Golf GTi                                                                        | A1: Valeri Jonama A2: Rafael Sarandeses Sr.                                                | Volkswagen?                                                                                |
| 1986                                                       | 1986 | Correcaminos                                                                               | Team Amstrad?                                                                              | Renault 11 Turbo                                                                           | A1: Valeri Jonama A2: Rafael Sarandeses Sr.                                                | ?                                                                                          |
| 1987                                                       | 1987 | Luis Miguel Arias (II)                                                                     | RAS Sport?                                                                                 | Volkswagen Golf GTi                                                                        | ?                                                                                          | ?                                                                                          |
| 1988                                                       | 1988 | Luis Villamil                                                                              | Meycom - Alfa                                                                              | Alfa Romeo 33/75                                                                           | ?                                                                                          | Ford                                                                                       |
| 1989                                                       | 1989 | Sin resolución oficial conocida, posible vencedor Luis Villamil o Luis López de la Cámara. | Sin resolución oficial conocida, posible vencedor Luis Villamil o Luis López de la Cámara. | Sin resolución oficial conocida, posible vencedor Luis Villamil o Luis López de la Cámara. | Sin resolución oficial conocida, posible vencedor Luis Villamil o Luis López de la Cámara. | Sin resolución oficial conocida, posible vencedor Luis Villamil o Luis López de la Cámara. |
| 1990                                                       | 1990 | José Á. Sasiambarrena (II)                                                                 | Ford España                                                                                | Ford Sierra Cosworth                                                                       | D2: Antonio Albacete D3: Javier Mora                                                       | Citroën                                                                                    |
| 1991                                                       | 1991 | Luis Pérez-Sala                                                                            | Alfa by Nini Russo                                                                         | Alfa Romeo 75 America                                                                      | D2: Antonio Albacete D3: Fernando Medina                                                   | Citroën                                                                                    |
| 1992                                                       | 1992 | Juan Ig. Kuru Villacieros                                                                  | Teo Martín Motorsport                                                                      | BMW M3                                                                                     | A2: Antonio Albacete                                                                       | BMW                                                                                        |
| 1993                                                       | 1993 | Luis Pérez-Sala (II)                                                                       | Team Repsol Nissan                                                                         | Nissan Skyline GT-R                                                                        | A2: Josep Arqué                                                                            | BMW                                                                                        |
| 1994                                                       | ST   | Adrián Campos                                                                              | Alfa by Nini Russo                                                                         | Alfa Romeo 155 TS                                                                          |                                                                                            | BMW                                                                                        |
| 1994                                                       | T    | Rafael Barrios                                                                             | Santa Lucía RB                                                                             | Ford Escort RS Cosworth                                                                    |                                                                                            | BMW                                                                                        |
| 1995                                                       | 1995 | Luis Villamil (II/III)                                                                     | Alfa Corse                                                                                 | Alfa Romeo 155 TS                                                                          | Pri: Antonio Albacete                                                                      | Alfa Romeo                                                                                 |
| 1996                                                       | 1996 | Jordi Gené                                                                                 | Audi Racing Team España                                                                    | Audi A4                                                                                    | Pri: Ignacio Goiburu                                                                       | Audi                                                                                       |
| 1997                                                       | 1997 | Fabrizio Giovanardi                                                                        | Alfa Romeo Nordauto                                                                        | Alfa Romeo 155 TS                                                                          | Pri: Ignacio Goiburu Gr. A: Josep Bassas                                                   | Alfa Romeo                                                                                 |
| 1998                                                       | 1998 | Alfredo Mostajo                                                                            | Almosport Competición                                                                      | Citroën ZX 16V/ZX Kit-Car                                                                  |                                                                                            |                                                                                            |
| 1999-2018: no disputado                                    |      |                                                                                            |                                                                                            |                                                                                            |                                                                                            |                                                                                            |
| 2019                                                       | 2019 | Borja García                                                                               | Teo Martín Motorsport                                                                      | Honda Civic Type-R                                                                         | Esc: Teo Martín Motorsport                                                                 | Honda                                                                                      |
| 2020: Temporada cancelada debido a la pandemia de Covid-19 |      |                                                                                            |                                                                                            |                                                                                            |                                                                                            |                                                                                            |
| 2021                                                       | 2021 | Félix Aparicio                                                                             | Teo Martín Motorsport                                                                      | Honda Civic Type-R                                                                         | Jun: Félix Aparicio Esc: Teo Martín Motorsport                                             | Hyundai                                                                                    |
| 2022                                                       | 2022 | Marco Aguilera                                                                             | VSR eSports - FAA                                                                          | Hyundai i30N CET                                                                           | Jun: Marco Aguilera Fem: Alba Vázquez Esc: Motorismo Racing Team                           |                                                                                            |
| 2023: no disputado                                         |      |                                                                                            |                                                                                            |                                                                                            |                                                                                            |                                                                                            |
| 2024                                                       | C1   | Joan Vinyes III                                                                            | Baporo Motorsport                                                                          | CUPRA TCR DSG                                                                              |                                                                                            |                                                                                            |
| 2024                                                       | C2   | Carlos Álvarez José Santos                                                                 | UCAV Racing                                                                                | SEAT León Supercopa MK2                                                                    | JF: Carlos Álvarez                                                                         |                                                                                            |
| 2024                                                       | C3   | Laurent Puitgmal                                                                           | Team VRT                                                                                   | Renault Clio Cup IV                                                                        | JF: José L. Albors                                                                         |                                                                                            |
| 2025                                                       |      |                                                                                            |                                                                                            |                                                                                            |                                                                                            |                                                                                            |

1. ↑  Este año el título de campeón debería haber sido para Juan Fernández, pero la FEA declaró como puntuables antes de la última carrera, dos pruebas que no lo habían sido para favorecer a su propia escudería, la Escudería Nacional Calvo Sotelo.
2. ↑  Campeonato cancelado tras dos rondas disputadas por falta de participantes.